# Bulbophyllum flabellum-veneris
Bulbophyllum flabellum-veneris är en orkidéart som först beskrevs av J.König, och fick sitt nu gällande namn av Leonid Vladimirovitj Averjanov. Bulbophyllum flabellum-veneris ingår i släktet Bulbophyllum och familjen orkidéer. Inga underarter finns listade i Catalogue of Life.

## Bildgalleri

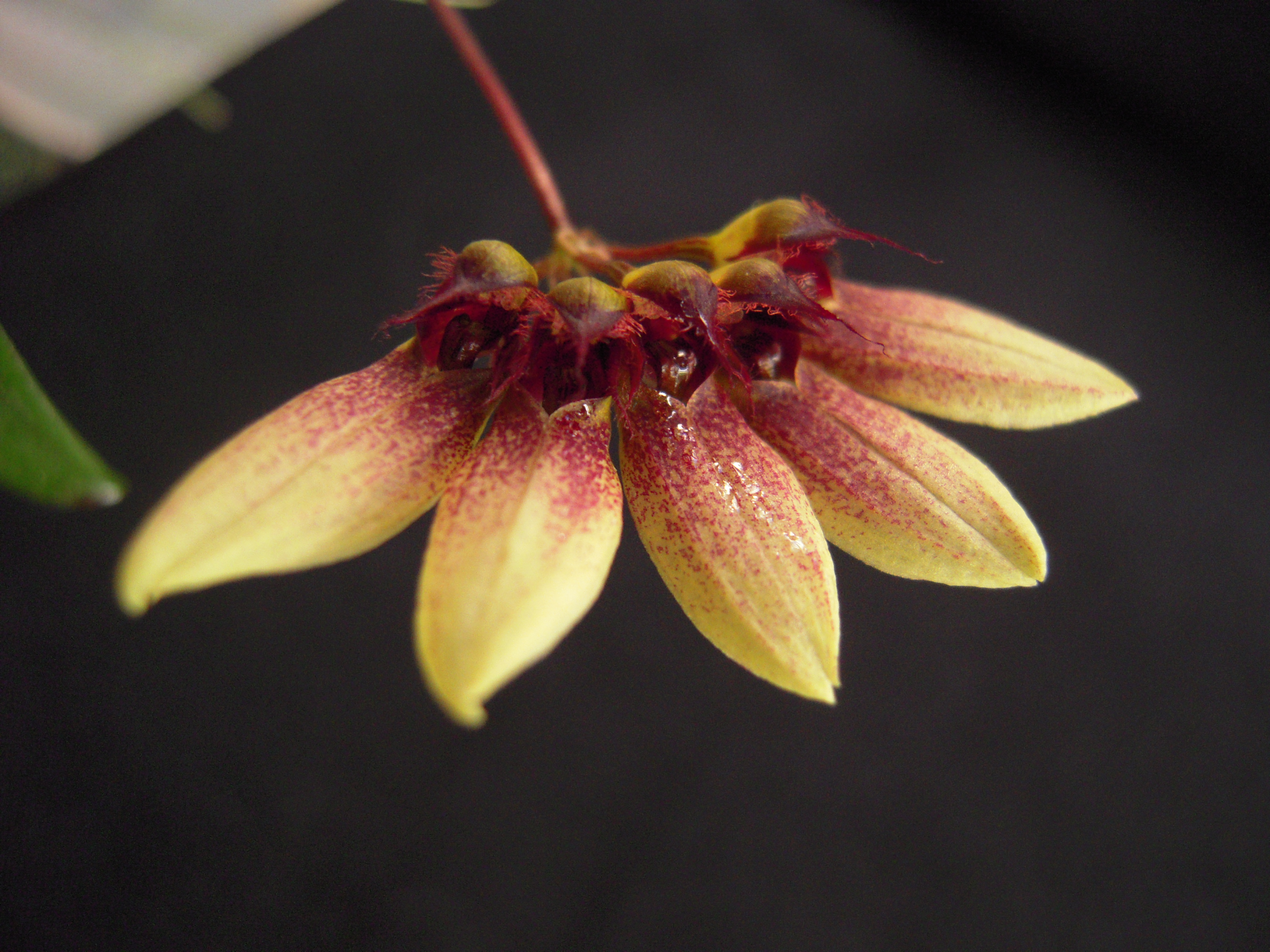
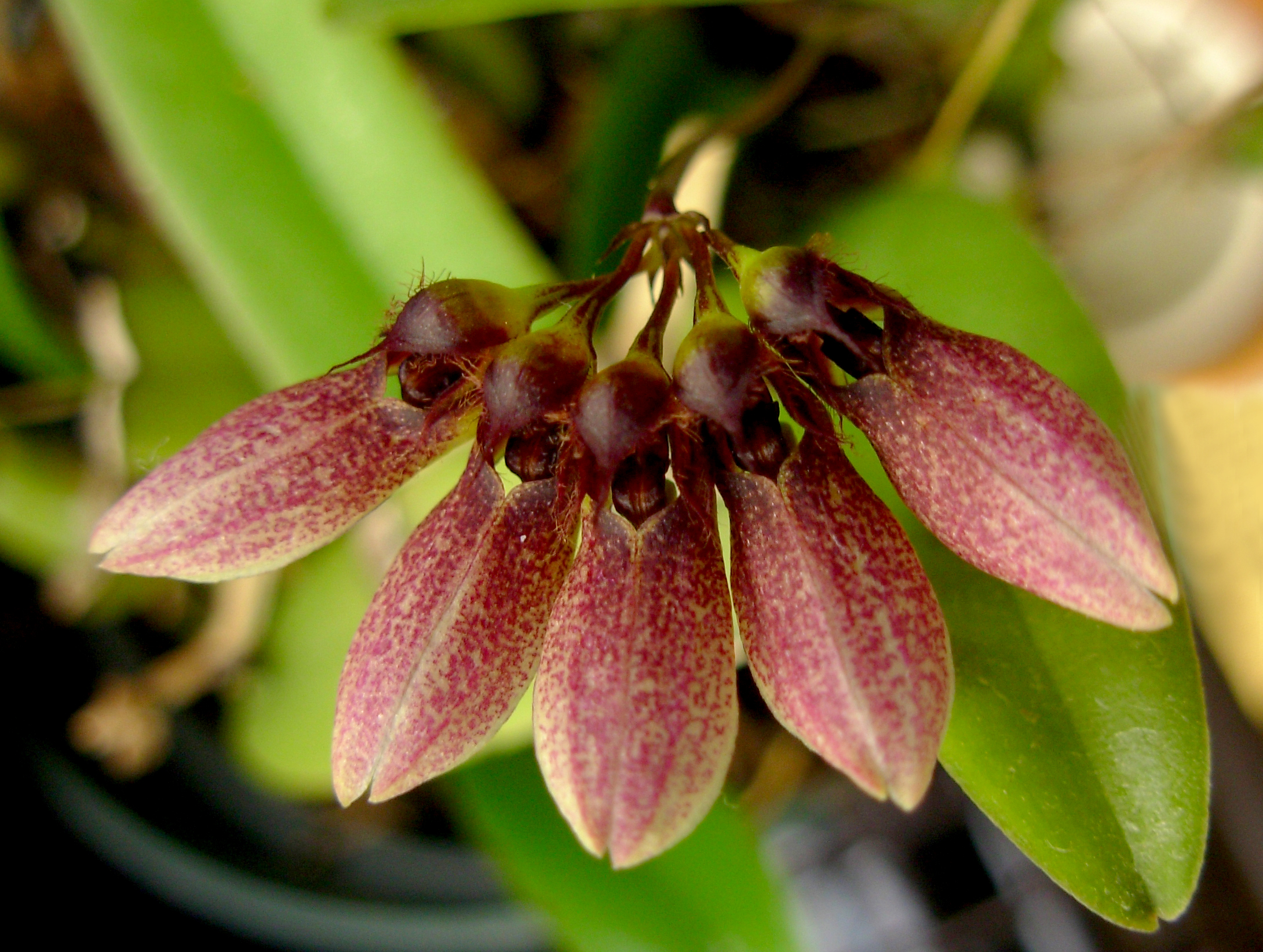
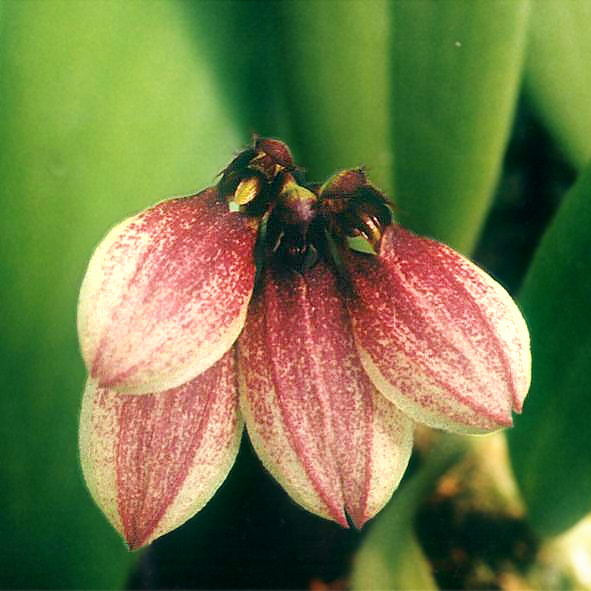